# 德拉戈什·内亚古
德拉戈什·内亚古（羅馬尼亞語：Dragoș Neagu，1967年2月28日—），罗马尼亚男子赛艇运动员。他曾代表罗马尼亚参加1988年和1992年夏季奥林匹克运动会赛艇比赛，其中1988年奥运会获得一枚银牌。